# Ponce V di Empúries
Ponzio, o Ponce o Ponç ma anche catalano Ponç Hug, spagnolo Ponce Hugo, occitano Pons Uc, inglese Ponce / Pons Hugh (1264 circa – 1313 circa), è stato conte di Empúries (Ampurias) dal 1277 fino alla sua morte e visconte di Bas dal 1285 al 1291.

## Origine
Secondo il documento n° MVI del 24 luglio 1280 della Colección diplomática del Condado de Besalú (Tome XII, II), in cui la madre, Sibila di Palau, lo cita come conte di Empúries e conferma che era figlio del Empúries, Ugo V a sua volta figlio di Ponzio IV (Hugonis patris sui et Poncii Hugonis quondam avi predicti filii nostri) del conte e della stessa Sibilla († dopo il 28 luglio 1280), viscontessa (risulta viscontessa dal 1247 o prima, come ci conferma il documento n° DCCCXVIII del 21 febbraio 1247 della Colección diplomática del Condado de Besalú (Tome XII, II), in cui la madre, Geralda, vende una signoria in nome della figlia di cui è tutrice, citandola come viscontessa) di Bas, figlia del visconte di Bas, Simone di Palau e di Geralda di Anglesola, come ci conferma lo stesso documento n° DCCCXVIII.
Ugo V d'Empúries, sempre secondo il documento n° MVI del 24 luglio 1280 della Colección diplomática del Condado de Besalú (Tome XII, II), era figlio del conte di Empúries, Ponzio IV e della sua seconda moglie, Teresa Fernández de Lara, figlia del conte Fernando Núñez de Lara, Signore di Castrogeriz e della moglie, Mayor.

## Biografia
Di Ponzio V si hanno scarse notizie.
Alla morte di suo padre, Ugo V, che, avvenne verso il 1277 circa, Ponzio gli succedette come Ponzio V, conte di Empuries.
Nel 1281, Ponzio non riuscì ad impedire a sua madre, la viscontessa Sibilla di Palau, di vendere la viscontea di Bas al re della Corona d'Aragona, Pietro III il Grande. Nel 1285 Ponzio venne investito della viscontea di Bas, per aver aiutato Pietro III nel contrastare la crociata aragonese, di quello stesso anno, voluta dal papa Martino IV e sostenuta dal re di Francia, Filippo III l'Ardito, contro il regno di Aragona, soprattutto perché Ponzio aveva difeso la viscontea di Bas contro gli invasori. Inoltre, per tutti i servigi resi durante la guerra, Pietro III lo ricompensa con i diritti su Fernando e Castellfollit de Riubregós.
Dopo la morte di Pietro III (11 novembre 1285), Ponzio V fu consigliere del nuovo re d'Aragona, Alfonso III il Liberale, che aiutò durante i due tentativi francesi di invasione, rispettivamente del 1286 e 1288.
Dopo la morte di Alfonso III (18 giugno 1291), Ponzio si recò in Sicilia, per rendere omaggio al nuovo re d'Aragona, Giacomo II il Giusto, che era già re di Sicilia. Ponzio prese servizio come ammiraglio nella flotta di Giacomo II che dalla Sicilia nel luglio 1291, lo riportò in Catalogna. Fu in quel periodo che Ponzio donò la viscontea di Bas a suo fratello Ugo che era rimasto in Sicilia.; infatti, secondo il documento n° MLXVII della Colección diplomática del Condado de Besalú (Tome XII, II), Ponzio, conte di Empúries e visconte di Bas, fece dono della viscontea di Bas a suo fratello Ugo, a patto che, in mancanza di eredi, la viscontea sarebbe tornata ai Conti di Empúries.
Quando Giacomo II, nel 1295, firmò il Trattato di Anagni con i francesi e il Papato di papa Bonifacio VIII, mettendo così fine alla Guerra dei Vespri, la popolazione siciliana si ribellò e offrì il trono al fratello minore di Giacomo II, Federico, che già governava la Sicilia per conto del fratello e che fu incoronato re a Palermo. Quando Federico venne a sapere che Giacomo II, dopo essersi alleato, nel 1297, con il papato e gli Angioini, si stava preparando per muovergli guerra, spedì un messaggero, Mountainer Pérez de Sosa, in Catalogna cercando strenuamente (nel 1298) di fomentare i baroni e le città a ribellarsi contro Giacomo II. Mountainer porta con lui un poema occitano, Ges per guerra no.m chal aver consir, pensato come una forma di comunicazione con i suoi sostenitori in Catalogna. Questo comunicato ufficiale sembra avere avuto in mente Ponzio V come destinatario, per cui il conte scrive una risposta (sotto il titolo con d'Emppuria), A l'onrat rei Frederic terz vai dir, in cui egli elogia il tatto e la diplomazia di Federico, ma dicendogli schietto che egli non abbandonerà il suo sovrano. Questa transazione poetica viene di solito datata a gennaio – marzo, primavera o agosto del 1296, ma Gerónimo Zurita nel XVII secolo in modo specifico data l'ambasciata di Mountainer al 1298.
Nella guerra successiva, Ponzio e i suoi vassali combattono con le galere di Giacomo II nella Battaglia di Capo d'Orlando, del 1299, che vide la vittoria della flotta catalana, comandata dal Lauria, mentre suo fratello Ugo combatte tra le navi di Federico. Molti studiosi successivi hanno ipotizzato che Ponzio si fosse schierato dalla parte di suo fratello, ma ciò risulta inverosimile.
Successivamente Ponzio si ribellò contro Giacomo II, espellendo i funzionari reali fuori dalla contea di Empúries. Ma il re diede prova della sua forza e Ponzio, sconfitto fu costretto a sottomettersi nel 1306.
In seguito all'assassinio (ad opera pare del suo eventuale amante di Ponzio V, Pietro di Xesa o Eixesa) del suo primogenito, Ugo, nel 1309, si recò in Sicilia, dove organizzò il matrimonio del suo secondogenito, Ponzio, con Elisabetta, figlia illegittima di Federico IIII.
Sul conto di Ponzio V circolavano voci (sembra assai diffuse) di una sua eventuale sodomia fino a dover subire un celebre processo per sodomia nel 1311; infine Giacomo II, nel 1313, invase la contea e lo obbligò a cedere il trono a suo figlio Ponzio VI.
Non si conosce la data esatta della morte di Ponzio V, che avvenne, verso il 1313.

## Matrimonio e discendenza
Ponzio V aveva sposato, tra il 1281 e il 1282, Marchesa di Cabrera († aprile 1328; la morte della contessa di Empúries è citata nel capitolo CCXCV della chronicle of Ramon Muntaner), la diciottesima viscontessa di Cabrera, figlia di Gerardo VI di Cabrera, diciassettesimo visconte de Cabrera e della moglie Sancha di Santa Eugenia, Signora di Torroella de Montgrí.
Ponzio V da Marchesa ebbe due figli:
- Ugo († 1309), nominato erede, ma premorto al padre
- Ponzio (1290 ca. –1322), conte d'Empúries[7][14]

### Fonti primarie
- (LA)  Colección diplomática del Condado de Besalú, Tome Xi, XII, XIII, XV e XIX.
- (EN) Crònica de Ramón Muntaner, tradotta in inglese da Lady Goodenough (PDF), su yorku.ca.

### Letteratura storiografica
- Joaquim Miret i Sans, Sempre han tingut béch les oques. Apuntacions per la historia de les costumes privades, Badia, Barcelona 1905.
- Martín de Riquer. Los trovadores: historia literaria y textos. 3 vol. Barcelona: Planeta, 1975.
- James Brundage, The politics of sodomy: Rex v. Pons Hugh de Ampurias (1311), in: Joyce Salisbury (cur.), Sex in the Middle Ages: a book of essays, Garland publishing, New York 1991, pp. 239–246. ISBN 978-0-8240-5766-4.
- Ramon Rosselló, El procés contra Ponç Hug, comte d'Empúries, per pecat de sodomia, Palma, Lleonard Muntaner, 2003.
- Pep Vila, Un text autèntic: el procés contra el comte d'Empúries per pecat de sodomia, "Annals de l'Institut d'Estudis Gironins", XLVI 2005, pp. 481–489.
- Michael Milgate, The politics of sodomy and legal process. R v. Pons Hugh de Ampurias (1311), "Jurist", LXVI 2006, pp. 483–491.
- Daniel Genís i Mas, Un procés polític difamatori: l'acusació per pecat de sodomia contra Ponç Hug IV, "Mot, So, Razo", 6 (2007), 18-31.
- Edward Armstrong, L'Italia al tempo di Dante, in "Storia del mondo medievale", vol. VI, 1999, pp. 235–296
- Hilda Johnstone, Francia: gli ultimi capetingi, in "Storia del mondo medievale", vol. VI, 1999, pp. 569–607